# Tris(2-chlorethyl)amin
Tris(2-chlorethyl)amin ist eine chemische Verbindung aus der Gruppe der Loste.

## Gewinnung und Darstellung
Tris(2-chlorethyl)amin kann durch Reaktion von Triethanolamin mit Thionylchlorid gewonnen werden.

## Eigenschaften
Tris(2-chlorethyl)amin ist eine leicht bewegliche, farblose, schwer flüchtige Flüssigkeit mit fisch- und seifenartiger Geruch, die sehr schwer löslich in Wasser ist und die sich nach kurzer Zeit braun färbt. Das auch Trimustinhydrochlorid genannte Hydrochlorid ist ein weißes Pulver.

## Verwendung
Tris(2-chlorethyl)amin wurde ursprünglich als chemischer Kampfstoff entwickelt. Die Verbindung bzw. sein Hydrochlorid wurden später auch als alkylierend wirkendes Zytostatikum verwendet. Es wurde erstmals 1946 bei der Behandlung der Hodgkin-Krankheit und von Leukämien eingesetzt, später auch bei anderen neoplastischen Erkrankungen. Aufgrund seiner Giftigkeit wird es heute nicht mehr verwendet.

## Sicherheitshinweise
Tris(2-chlorethyl)amin steht auf der Liste der Chemische Waffen des Gesetzes über die Kontrolle von Kriegswaffen.

## Regulierung
Über den Safe Drinking Water and Toxic Enforcement Act of 1986 besteht in Kalifornien seit dem 1. Januar 1992 eine Kennzeichnungspflicht für Produkte, die Trichlormethin bzw. Trimustinhydrochlorid enthalten.

## Externe Links zu erwähnten Verbindungen
1. ↑  Externe Identifikatoren von bzw. Datenbank-Links zu Trimustinhydrochlorid:  CAS-Nr.: 817-09-4, EG-Nr.: 212-442-3, ECHA-InfoCard: 100.011.311, PubChem: 61220, ChemSpider: 55163, Wikidata: Q27155905.